# Víceméně v klidu
Víceméně v klidu (2007) je první oficiální dlouhohrající album dua Nestíháme. Obsahuje 11 autorských písní Jana Řepky a Petra Ovsenáka.
Nejstarší písničkou na albu je úvodní Soška (Bílý růže) z léta 2000.
Písničku Po čem toužíš ty? Jan Řepka znovu nahrál na své sólové album Čistý byl svět (2010).

## Seznam písniček
1. Soška (Bílý růže) (Petr Ovsenák)
2. A já nebyl chvíli sám (Jan Řepka)
3. Utek' jsem z domova (Jan Řepka)
4. V půli cesty (Jan Řepka)
5. Malostranská (Petr Ovsenák / Petr Ovsenák, Jan Řepka)
6. Malíři (Jan Řepka)
7. Jdu (Jan Řepka)
8. Vydýcháno (Petr Ovsenák, Jan Řepka / Petr Ovsenák)
9. A tak je to tu se vším (Petr Ovsenák / Petr Ovsenák, Jan Řepka)
10. Píseň o dvou tvářích (Jan Řepka)
11. Po čem toužíš ty? (Jan Řepka)

## Obsazení
- Jan Řepka – zpěv, kytara
- Petr Ovsenák – zpěv, kytara, harmonika, cuatro

## Klip
K písni A tak je to tu se vším byl pro televizi Óčko natočen studiový klip, který byl odvysílán 30. září 2007.